# 馬來西亞令吉
- 關於更多與RM相關的事物，請見「RM」。

马来西亚令吉，是马来西亚的法定货币以及部分国家的流通货币，由马来西亚国家银行发行。ISO 4217国际标准代码是MYR，货币符号为RM。一令吉等于100仙。

## 名称
令吉是由马来语中的ringgit翻译过来的，马来语中ringgit的源自“齿轮”（gerigi），由于以前西班牙银元在东南亚一带非常流行，而該银元的周边又有齒紋（避免被奸人磨去邊緣，最後劣幣驅逐良幣），因而得此名称。另外一说是，“ringgit”是馬來語的外來語，該词来自闽南语读音的“龙银”。
1975年8月，马来西亚政府正式规定其货币名称为ringgit，当时中文译为“零吉”。1975年8月前，国际间都以元（dollar）和分（cent）来称呼马来西亚的货币。
1990年，马来西亚政府规定，马来西亚货币的符号为“RM”，取代之前的“M$”。
马来西亚对本身货币的汉语官方名称在2004年前是“零吉”。2004年，由隶属马来西亚教育部的马来西亚华语规范理事会（語範）规定，便称为令吉。零吉改为令吉的主要原因是因为“零吉”中的“零”会在书写时产生混乱。
- 例子：
  - “2000零吉”如果全文以汉字书写，将是“貳零零零零吉”，由此产生混乱。

另一种说法是，零吉可以解释成“无吉”，故希望该改个好兆头的名称。故2004年以后，马来西亚华语规范理事会规定全国以后使用“令吉”称呼马来西亚的货币。马来西亚各媒体、教科书、有汉语的官方文件、银行等，都一律开始使用这一词。語範理事会也把新名称传达给使用汉语的各国驻马大使馆。

### 令吉的其他非正式称呼
令吉的其他中文譯名有“林吉特”、“零吉”和“聯邦幣”。“林吉特”仅於中国大陆使用。国际标准化组织（ISO）所发布的ISO 4217货币单位列表，在对应的《中华人民共和国国家标准》推荐性质标准 GB/T 12406-2022《表示货币的代码》内翻译成“林吉特”；台湾的《中華民國國家標準》CNS 12873《貨幣及基金代碼之表示法》直至民国99年（2010年）使用“馬來西亞林吉特”，但在民国113年（2024年）的修订后依据马来西亚译名标准使用“令吉”。马来西亚华语规范理事会曾把正式名称“令吉”传达给各国驻马大使馆以调整各国标准译名，目前中国大陸未审理该名称。香港、澳門則是“令吉”以及“林吉特”都有使用。
其他的称法還有「马國币」、「马币」和「块」，前二者是“马来西亚货币”的简称，后两者則常常出现于口语中。例如，在街上，一般华人会说“一块钱”、“两块钱”，而不会说“一令吉”、“两令吉”。
令吉的旧华语称法是“元”，而在1975年8月后便不再使用于官方场合，在非官方场合中也渐渐地被人遗忘。
在提案修改“零吉”译名的过程中，不少人提出“灵吉”一词，但最后这个方案没有被接受。而提议使用“灵吉”是因为有些人认为这词比“令吉”更有好兆頭。
令吉最小单位的官方称呼是仙（sen），口语称为“分”。由于仙的币值小，生活中多以10仙为单位，华人按习惯口语称为“角”、“毫”或“毛”。
亚庇、麻六甲等地閩南裔华人聚居地，也有习惯将借用閩南語的“箍”(泉漳話：kho͘；潮州話：khou) 字來代指“令吉”。同样，粤语使用者也会借用“蚊”（man1）或“溝”（kau1）来代指之。

## 历史

### 早期历史（1967－1997）
1967年6月12日，新成立的中央银行——马来西亚国家银行发行了马来西亚元，以同等价位取代马来亚及英属婆罗洲元。新货币除了10,000元的面值之外，还保留了之前的所有面额，也带来旧货币的配色。在接下来几十年的时间里，发行的纸币和硬币有较小的变化：从1967年起推介的1元硬币，直到500令吉及1000令吉于1997年停止使用。
由于马来西亚元取代了马来亚及英属婆罗洲元，及马来西亚是英镑区的参与成员，新的货币最初价值为每英镑8.57元。发行5个月后，英镑贬值了14.3%，导致1972年英镑在英镑区崩溃。新货币不受影响，但马来亚及英属婆罗洲元的汇率仍然在每1英磅8.57元挂钩，因此这货币的价值降至每85分兑1马来西亚元。
尽管马来西亚、新加坡和文莱都发行了自己的新货币，但三国签署货币互换协议，意味着马来西亚元可以等值兑换新加坡元和汶莱元，直到1973年5月8日马来西亚退出该项协议。截至2009年，新加坡金融管理局和汶莱货币金融委员会仍保持其两种货币的等值互换。
1993年，新货币标志马来西亚令吉「RM」（Ringgit Malaysia的缩写）取代了「$」（「M$」）。

### 亚洲金融风暴及与美元挂钩（1997－2005）
1995年至1997年，令吉与美元以大约2.50之间自由浮动。随着亚洲金融风暴爆发期间，令吉在1997年底大幅贬值至3.80，导致资本外逃。1998年上半年汇率介于3.80及4.40之间，直至马来西亚时任首相马哈迪·莫哈末的提议下，国家银行宣布与美元挂钩，锁定汇率3.80并持续了不到七年，但与其他货币自由浮动。还有，为了避免金钱外流，令吉1998年起被禁止离岸交易。
1996年虽然为了避免洗钱及资本外逃的风险已停止印刷RM500和RM1000钞票，但因为低估了金融危机的影响促使中央银行在1999年宣布全面停止使用这两种钞票，意即这两种钞票停止在市面流通，也不能繼續在市面上使用，剩余的钞票只能在中央银行直接回收兑换，或只有收藏价值。
在这俩钞票1999年停止流通的时候，RM500钞票值约130美元和RM1000值260美元（根据1999年汇率：1美元= 3.80令吉）。尽管采取了这些措施，截至2011年1月30日，约7.6％的RM500钞票和0.6%的RM1000钞票仍在流通中。 根据2011年国会会议，副财政部长林祥才表示，共计150599张和26018张的RM500和RM1000钞票（价值RM25999500的RM500钞票和价值RM26018000的RM1000 钞票）尚未被中央银行回收。
1997年至1998年期间，令吉兑美元的价值下跌了50％，2001年12月至2005年1月间，其他货币也全面贬低了令吉。截至2008年9月4日，令吉尚未恢复其原本在2001年的价值，例如2001年左右至2008年的新加坡元（SGD）（令吉为2.07至2.40），欧元（EUR）（令吉3.40至4.97） ，澳元（AUD）（令吉1.98至2.80）及英镑（GBP）（令吉5.42至6.10）。由于锁定汇率，使得马来西亚的损失相对其他国家如菲律宾、韩国、泰国和印尼的损失少，也因此不受国际货币基金组织的约束。
自2004年起，由於美元大幅贬值，马来西亚国内要求政府解除对美元的固定汇率的也呼声越来越高。2005年1月20日，马哈迪·莫哈末在布城会见经济学教授约瑟夫·斯蒂格利茨后，便对外发表由于美元不断贬值，马来西亚政府应该重新评估令吉和美元的掛勾问题，并称马来西亚因此损失不少。
2005年7月21日，随着中华人民共和国宣布解除人民币与美元的挂钩，马来西亚国家银行宣佈廢除七年前實行的令吉與美元固定匯率制度，即日起實施可管理的浮動匯率機制(managed float)，讓令吉與美元脫鉤，令吉將根據一籃子貨幣的匯率浮動，即馬幣可在範圍內自由浮動，一旦出現激烈波動，大马国行可立即介入干預。
金融分析家当时指出，以马来西亚当前經濟實力，是有能力捍衛本身的貨幣價值。在1997年金融風暴發生時，馬國外匯存底僅三百多億美元，來往賬項處於赤字狀態。現在馬國外匯存底已達七百多億美元，來往賬項尚有盈餘，因此相信今後會更有能力實施可管理貨幣浮動方式。

### 与美元脱钩后的表现（2005年－至今）
随着结束了锁定汇率的时代，令吉在2008年升值至美元兑3.16的高点。2008年5月令吉兑港元（HKD）（从0.49升至0.44）和人民币（人民币）（0.46至0.45）也升值了一段时间。令吉在2000年末的初期稳定性导致政府考虑将货币重新开放离岸交易。2010年9月的CNBC采访中，马来西亚首相兼财政部长纳吉指出政府计划将令吉重新开放离岸交易，如果这一举措将有助于经济， 将制定规则和条例以防止滥用。
2008年马来西亚大选后的不确定性及2008年巴东埔补选，2000年代末的石油价格下跌，以及国家银行干预加息已经很低的利率（2006年4月至 2008年11月保持了3.5%）导致2008年5月至7月期间令吉兑美元的价格略有下降，其次是同年8月至9月份的下滑。因此2008年9月4日，美元兑令吉大幅收升至3.43，其他主要货币（包括人民币和港元）也随之而来。 在2009年3月，美元兑令吉贬至3.73，2011年中期之前逐渐回升至3.00，2011年至2014年期间正常化为3.10。
一个马来西亚发展有限公司丑闻（1MDB）爆发后，令吉在2014年中期以来经历急剧下滑。随着跟政治有关的丑闻即数十亿令吉转移到时任马来西亚首相纳吉·阿都拉萨的私人银行账户，该货币兑美元的价值从2014年中的平均水平从3.20下降到2015年初的3.70；随着中国成为马来西亚最大的贸易伙伴，2015年6月份中国股市暴跌导致令吉价值再次下跌，达到了1998年9月以来的低位4.43，之后略回升4.10至4.20之间；由于贸易保护主义者唐纳德·特朗普在2016年美国总统选举中取得胜利，及提起退出跨太平洋伙伴协议（马来西亚已签署，美国于2017年1月退出）及检讨马美贸易关系（美国是马来西亚最大的贸易伙伴之一） ，货币兑美元最终从2016年11月起贬至1998年11月的最低点，介于4.40至4.50之间。
2017年年底，鑑於國際油價穩步上揚，加上馬來西亞經濟穩健成長，馬幣幣值開始回升，並在2018年1月4日破4，即錄得1美元兌3.9927令吉，為2016年8月以來最高。

## 令吉的單位和分类
马来西亚货币以仙（Sen）为最小单位，100个仙为1令吉。
- 纸货币（钞票）：
  - 1000令吉钞票（已停止使用和印制）
  - 500令吉钞票（已停止使用和印制）
  - 100令吉钞票
  - 50令吉钞票
  - 20令吉钞票（第三系列纸钞无20令吉钞票，第四系列重新发行）
  - 10令吉钞票
  - 5令吉钞票
  - 2令吉钞票（第三系列发行，已经停止印制，虽然可以继续使用，但是現已無人使用；第四系列无2令吉钞票）
  - 1令吉钞票

- 金属货币（硬币）：
  - 1令吉硬币（已停止使用與鑄造）
  - 50仙硬币
  - 20仙硬币
  - 10仙硬币
  - 5仙硬币
  - 1仙硬币（已停止鑄造與使用）

1998年，马来西亚举办英联邦运动会，为了纪念这次的运动会，马来西亚国家银行出版50令吉的塑胶钞票。2004年，马来西亚国家银行在新印制的10令吉钞票上加强保安措施。2004年末，马来西亚国家银行将5令吉钞票的材料换成塑胶。2004年末和2005年初，马来西亚市面上出现1仙硬币短缺的现象。2005年12月在马来西亚國家銀行的宣佈下，1令吉硬幣已于2005年12月7日起停止使用。2007年，为了庆祝马来西亚独立50周年，马来西亚银行正式推行新版50令吉（限量50周年版），然而在2010年，马来西亚才正式推出普通版50令吉。2008年4月1日，馬來西亞採取湊整機制，1仙硬币停止鑄造，但仍可使用。在2012年初，马来西亚国家银行推出新令吉纸钞与硬币。

## 硬幣

### 第一版硬币（1967年）
| 第一版 | 第一版   | 第一版 | 第一版   | 第一版   | 第一版                                     | 第一版                                           | 第一版                   | 第一版   | 第一版        |
| 图案   | 图案     | 面额   | 技术参数 | 技术参数 | 资料                                       | 资料                                             | 资料                     | 日期     | 日期          |
| 正面   | 反面     | 面额   | 直径     | 成分     | 边缘                                       | 反面                                             | 正面                     | 初次铸造 | 发行          |
| ------ | -------- | ------ | -------- | -------- | ------------------------------------------ | ------------------------------------------------ | ------------------------ | -------- | ------------- |
|        |          | 1 仙   | 18 mm    | 铜       | 平                                         | 國會大樓和十三芒星                               | 国家名称、面额和铸造年份 | 1967年   | 1967年6月12日 |
| 1 仙   | 铜铁合金 | 1973年 | 18 mm    | 未知     | 平                                         | 國會大樓和十三芒星                               | 国家名称、面额和铸造年份 |          |               |
|        |          | 5 仙   | 16 mm    | 铜镍合金 | 齿轮                                       | 國會大樓和十三芒星                               | 国家名称、面额和铸造年份 | 1967年   | 1967年6月12日 |
|        |          | 10 仙  | 19 mm    | 铜镍合金 | 齿轮                                       | 國會大樓和十三芒星                               | 国家名称、面额和铸造年份 | 1967年   | 1967年6月12日 |
|        |          | 20 仙  | 23 mm    | 铜镍合金 | 齿轮                                       | 國會大樓和十三芒星                               | 国家名称、面额和铸造年份 | 1967年   | 1967年6月12日 |
|        |          | 50 仙  | 28 mm    | 铜镍合金 | 齿轮                                       | 國會大樓和十三芒星                               | 国家名称、面额和铸造年份 | 1967年   | 1967年6月12日 |
|        |          | 50 仙  | 28 mm    | 铜镍合金 | "Bank Negara Malaysia"（马来西亚国家银行） | 國會大樓和十三芒星                               | 国家名称、面额和铸造年份 | 1971年   | 未知          |
|        |          | 1 令吉 | 33 mm    | 铜镍合金 | "Bank Negara Malaysia"（马来西亚国家银行） | 國會大樓和十四芒星。新月图案映衬在国会大楼之后。 | 国家名称、面额和铸造年份 | 1971年   | 1971年5月1日  |

- 5令吉，此枚为紀念爭取馬來西亞脫離英國統治及獨立的靈魂人物之一，即馬來西亞國父暨第一任首相東姑阿都拉曼。

### 第二版硬币（1989年）
第二版马来西亚令吉硬幣的背面共同性质：背面顯示幣值上側，均出現馬來西亞國花大紅花。2005年12月7日，1令吉硬幣正式停止鑄造，並且退出市場。這項決定是因為統一方面出了問題（第二版硬幣中1令吉硬幣有兩種不同的版本）以及市場上出現許多偽造品。
| 第二版                             | 第二版 | 第二版 | 第二版   | 第二版   | 第二版                                     | 第二版                | 第二版                                | 第二版   | 第二版       |
| 图案                               | 图案   | 面额   | 技术参数 | 技术参数 | 资料                                       | 资料                  | 资料                                  | 日期     | 日期         |
| 正面                               | 反面   | 面额   | 直径     | 成分     | 边缘                                       | 反面                  | 正面                                  | 初次铸造 | 发行         |
| ---------------------------------- | ------ | ------ | -------- | -------- | ------------------------------------------ | --------------------- | ------------------------------------- | -------- | ------------ |
|                                    |        | 1 仙   | 18 mm    | 铜 合 钢 | 平                                         | 鼓（Rebana ubi）      | 银行名称、面额和铸造年份              | 1989年   | 1989年9月4日 |
|                                    |        | 5 仙   | 16 mm    | 白铜     | 齿轮                                       | 陀螺（gasing）        | 银行名称、面额和铸造年份              | 1989年   | 1989年9月4日 |
|                                    |        | 10 仙  | 19 mm    | 白铜     | 齿轮                                       | 馬來播棋（congkak）   | 银行名称、面额和铸造年份              | 1989年   | 1989年9月4日 |
|                                    |        | 20 仙  | 23 mm    | 白铜     | 齿轮                                       | 盛栳叶与槟榔等的器皿  | 银行名称、面额和铸造年份              | 1989年   | 1989年9月4日 |
|                                    |        | 50 仙  | 28 mm    | 白铜     | "Bank Negara Malaysia"（马来西亚国家银行） | 马来風箏（wau bulan） | 银行名称、面额和铸造年份              | 1989年   | 1989年9月4日 |
|                                    |        | 1令吉  | 24 mm    | 铜-锌-锡 | 齿轮                                       | 马来匕首及鞘          | 银行名称、面额（$1）和铸造年份        | 1989年   | 1989年9月4日 |
|                                    |        | $1     | 24 mm    | 铜-锌-锡 | 齿轮                                       | 马来匕首及鞘          | 银行名称、面额（1 RINGGIT）和铸造年份 | 1993年   | 未知         |
| 对于表格的范本，请参阅硬币参数表。 |        |        |          |          |                                            |                       |                                       |          |              |

### 第三版硬币（2012年）
第三版硬币是在2011年7月25日宣布即将推出。2012年初，随着纪念币的推出，第三版硬币开始发行。第三版硬币具有一个“显耀的马来西亚”主题，从马来西亚动植物的图案，以及从不同文化得出的启发，以“反映马来西亚民族的多样性和丰富性的理念”。
| 第三版 （页面存档备份，存于）      | 第三版 （页面存档备份，存于） | 第三版 （页面存档备份，存于） | 第三版 （页面存档备份，存于） | 第三版 （页面存档备份，存于） | 第三版 （页面存档备份，存于） | 第三版 （页面存档备份，存于） | 第三版 （页面存档备份，存于）                                       | 第三版 （页面存档备份，存于）  | 第三版 （页面存档备份，存于） | 第三版 （页面存档备份，存于） |
| 图案                               | 图案                          | 面额                          | 技术参数                      | 技术参数                      | 技术参数                      | 资料                          | 资料                                                                | 资料                           | 日期                          | 日期                          |
| 正面                               | 反面                          | 面额                          | 直径                          | 质量                          | 成分                          | 边缘                          | 反面                                                                | 正面                           | 初次铸造                      | 发行                          |
| ---------------------------------- | ----------------------------- | ----------------------------- | ----------------------------- | ----------------------------- | ----------------------------- | ----------------------------- | ------------------------------------------------------------------- | ------------------------------ | ----------------------------- | ----------------------------- |
|                                    |                               | 5 仙                          | 17.78 mm                      | 1.72 g                        | 不锈钢                        | 平                            | 14点与五横线、 苏卢尔红豆（豌豆卷须）， 卡达山-杜顺部落头带像布料。 | 银行名称、面额、铸造年份和国花 | 2011年                        | 2012年1月16日                 |
|                                    |                               | 10 仙                         | 18.80 mm                      | 2.98 g                        | 不锈钢                        | 浅磨                          | 14点与五横线 玛美里族编织图案。                                     | 银行名称、面额、铸造年份和国花 | 2011年                        | 2012年1月16日                 |
|                                    |                               | 20 仙                         | 20.60 mm                      | 4.18 g                        | 镍 黄铜                       | 深磨                          | 14点与五横线，文雅梅卢尔（茉莉花）主题前景与头带像背景              | 银行名称、面额、铸造年份和国花 | 2011年                        | 2012年1月16日                 |
|                                    |                               | 50 仙                         | 22.65 mm                      | 5.66 g                        | 镍 黄铜合铜                   | 九条刻纹，正反面看似花型      | 14点，苏卢尔红豆（豌豆卷须）图案和 表示安全特性的五条细纹           | 银行名称、面额、铸造年份和国花 | 2011年                        | 2012年1月16日                 |
| 对于表格的范本，请参阅硬币参数表。 |                               |                               |                               |                               |                               |                               |                                                                     |                                |                               |                               |

## 纸钞

### 第一版纸钞（1967年）
马来西亚国家银行在1967年6月正式印制1元、5元、10元、50元和100元的钞票。1968年正式印制1000元大钞。
| 第一版                             | 第一版 | 第一版   | 第一版    | 第一版       | 第一版                        | 第一版       |
| 图案                               | 图案   | 面额     | 颜色      | 资料         | 资料                          | 发行日期     |
| 正面                               | 反面   | 面额     | 颜色      | 正面         | 反面                          | 发行日期     |
| ---------------------------------- | ------ | -------- | --------- | ------------ | ----------------------------- | ------------ |
|                                    |        | 1令吉    | 蓝色      | 端姑阿都拉曼 | 国家银行标志, the Kijang Emas | 1967年6月    |
|                                    |        | 5令吉    | 绿色      | 端姑阿都拉曼 | 国家银行标志, the Kijang Emas | 1967年6月    |
|                                    |        | 10令吉   | 红色      | 端姑阿都拉曼 | 国家银行标志, the Kijang Emas | 1967年6月    |
|                                    |        | 50令吉   | 蓝色/灰色 | 端姑阿都拉曼 | 国家银行标志, the Kijang Emas | 1967年6月    |
|                                    |        | 100令吉  | 紫罗兰色  | 端姑阿都拉曼 | 国家银行标志, the Kijang Emas | 1967年6月    |
|                                    |        | 1000令吉 | 紫色/绿色 | 端姑阿都拉曼 | 吉隆坡国会大厦                | 1968年9月2日 |
| 对于表格的范本，请参阅纸币参数表。 |        |          |           |              |                               |              |

### 第二版纸钞（1982年）
马来西亚国家银行在1982年第2度印制新版本钞票，这次有1、5、10、20、50、100、500和1000令吉。1989年，马来西亚国家银行打造1令吉硬币，并全面取代1令吉纸币的印制，但过后又取消使用硬币，用纸币取代。1996年，马来西亚国家银行再度印制新版钞票，这次以2020年宏愿为主题。印刷的钞票有1、5、10、50和100。
| 第二版 (a)                         | 第二版 (a) | 第二版 (a) | 第二版 (a) | 第二版 (a)    | 第二版 (a)             | 第二版 (a) | 第二版 (a)       |
| 图案                               | 图案       | 面额       | 颜色       | 资料          | 资料                   | 发行日期   | 备注             |
| 正面                               | 反面       | 面额       | 颜色       | 正面          | 反面                   | 发行日期   | 备注             |
| ---------------------------------- | ---------- | ---------- | ---------- | ------------- | ---------------------- | ---------- | ---------------- |
|                                    |            | 1令吉      | 蓝色       | 端姑阿都·拉曼 | 吉隆坡国家英雄纪念碑   | 1982年     | with blind mark. |
|                                    |            | 5令吉      | 绿色       | 端姑阿都·拉曼 | 吉隆坡旧国家皇宫       | 1982年     | with blind mark. |
|                                    |            | 10令吉     | 红色       | 端姑阿都·拉曼 | 吉隆坡火车总站         | 1982年     | with blind mark. |
|                                    |            | 20令吉     | 棕色/白色  | 端姑阿都·拉曼 | 吉隆坡国家银行总部     | 1982年     | with blind mark. |
|                                    |            | 50令吉     | 蓝色/灰色  | 端姑阿都·拉曼 | 吉隆坡国家博物馆       | 1982年     | with blind mark. |
|                                    |            | 100令吉    | 紫罗兰色   | 端姑阿都·拉曼 | 吉隆坡国家回教堂       | 1982年     | with blind mark. |
|                                    |            | 500令吉    | 橙色       | 端姑阿都·拉曼 | 吉隆坡苏丹阿都沙末大厦 | 1982年     | with blind mark. |
|                                    |            | 1000令吉   | 蓝色/绿色  | 端姑阿都·拉曼 | 吉隆坡国会大厦         | 1982年     | with blind mark. |
| 对于表格的范本，请参阅纸币参数表。 |            |            |            |               |                        |            |                  |

| 第二版 (b)                         | 第二版 (b) | 第二版 (b) | 第二版 (b) | 第二版 (b)    | 第二版 (b)             | 第二版 (b) |
| 图案                               | 图案       | 面额       | 颜色       | 资料          | 资料                   | 发行日期   |
| 正面                               | 反面       | 面额       | 颜色       | 正面          | 反面                   | 发行日期   |
| ---------------------------------- | ---------- | ---------- | ---------- | ------------- | ---------------------- | ---------- |
|                                    |            | 1令吉      | 蓝色       | 端姑阿都·拉曼 | 吉隆坡国家英雄纪念碑   | 1985年     |
|                                    |            | 5令吉      | 绿色       | 端姑阿都·拉曼 | 吉隆坡旧国家皇宫       | 1985年     |
|                                    |            | 10令吉     | 红色       | 端姑阿都·拉曼 | 吉隆坡火车总站         | 1985年     |
|                                    |            | 20令吉     | 棕色/白色  | 端姑阿都·拉曼 | 吉隆坡国家银行总部     | 1985年     |
|                                    |            | 50令吉     | 蓝色/灰色  | 端姑阿都·拉曼 | 吉隆坡国家博物馆       | 1985年     |
|                                    |            | 100令吉    | 紫罗兰色   | 端姑阿都·拉曼 | 吉隆坡国家回教堂       | 1985年     |
|                                    |            | 500令吉    | 橙色       | 端姑阿都·拉曼 | 吉隆坡苏丹阿都沙末大厦 | 1985年     |
|                                    |            | 1000令吉   | 蓝色/绿色  | 端姑阿都·拉曼 | 吉隆坡国会大厦         | 1985年     |
| 对于表格的范本，请参阅纸币参数表。 |            |            |            |               |                        |            |

### 第三版纸钞（1996年）
| 第三版                             | 第三版 | 第三版  | 第三版      | 第三版  | 第三版       | 第三版                                                                                 | 第三版         | 第三版            | 第三版                                  |
| 圖案                               | 圖案   | 面額    | 直徑        | 顏色    | 資料         | 資料                                                                                   | 發行日期       | 狀態              | 備註                                    |
| 正面                               | 反面   | 面額    | 直徑        | 顏色    | 正面         | 反面                                                                                   | 發行日期       | 狀態              | 備註                                    |
| ---------------------------------- | ------ | ------- | ----------- | ------- | ------------ | -------------------------------------------------------------------------------------- | -------------- | ----------------- | --------------------------------------- |
|                                    |        | 1令吉   | 120 × 65 mm | 藍色    | 端姑阿都拉曼 | 京那峇鲁山(馬來語：Gunung Kinabalu) 和月型風箏（馬來傳統風箏）, 馬來語:Wau bulan       | 2000年11月8日  | 流通中(现已少见） | 紙                                      |
|                                    |        | 2令吉   | 130 × 65 mm | 淡紫色  | 端姑阿都拉曼 | 吉隆坡电信塔和马来西亚－东亚卫星系统(MEASAT-Malaysia East Asia Satellite System)的卫星 | 1996年2月5日   | 取消              | 紙                                      |
|                                    |        | 5令吉   | 135 × 65 mm | 綠色    | 端姑阿都拉曼 | 多媒體超級走廊, 吉隆坡國際機場和雙峰塔                                                 | 1999年9月27日  | 取消              | 紙                                      |
|                                    |        | 5令吉   | 135 × 65 mm | 綠色    | 端姑阿都拉曼 | 多媒體超級走廊, 吉隆坡國際機場和雙峰塔                                                 | 2004年10月26日 | 流通中(现已少见） | 塑膠 (Biaxially-oriented polypropylene) |
|                                    |        | 10令吉  | 140 × 65 mm | 紅色    | 端姑阿都拉曼 | 格蘭那再也綫列車, 馬來西亞航空波音777飛機和馬來西亞國際航運公司輪船                    | 1998年1月10日  | 取消              | 紙 (without holographic strip)          |
|                                    |        | 10令吉  | 140 × 65 mm | 紅色    | 端姑阿都拉曼 | 格蘭那再也綫列車, 馬來西亞航空波音777飛機和馬來西亞國際航運公司輪船                    | 2004年1月5日   | 流通中(现已少见） | 紙 (with holographic strip)             |
|                                    |        | 50令吉  | 145 × 69 mm | 藍/灰色 | 端姑阿都拉曼 | 礦業, 馬來西亞國家石油 油田                                                            | 1998年7月20日  | 流通中(现已少见） | 紙 (with holographic strip)             |
|                                    |        | 100令吉 | 150 × 69 mm | 紫色    | 端姑阿都拉曼 | 寶騰 汽車生產線及引擎                                                                  | 1998年10月26日 | 流通中(现已少见） | 紙 (with holographic strip)             |
| 对于表格的范本，请参阅纸币参数表。 |        |         |             |         |              |                                                                                        |                |                   |                                         |

### 第四版纸钞（2012年）
| 第四版                                                                       | 第四版 | 第四版  | 第四版      | 第四版     | 第四版 | 第四版                | 第四版               | 第四版        | 第四版 | 第四版 |
| 图案                                                                         | 图案   | 面额    | 尺寸        | 颜色       | 材料   | 资料                  | 资料                 | 发行日期      | 狀態   | 备注   |
| 正面                                                                         | 反面   | 面额    | 尺寸        | 颜色       | 材料   | 正面                  | 反面                 | 发行日期      | 狀態   | 备注   |
| ---------------------------------------------------------------------------- | ------ | ------- | ----------- | ---------- | ------ | --------------------- | -------------------- | ------------- | ------ | ------ |
|                                                                              | e      | 1令吉   | 120 × 65 mm | 蓝色       | 塑料   | 端姑阿都拉曼 , 木槿花 | 月亮风筝             | 2012年7月16日 | 流通中 | 塑料钞 |
| h                                                                            | h      | 5令吉   | 135 × 65 mm | 绿色       | 塑料   | 端姑阿都拉曼 , 木槿花 | 馬來犀鳥             | 2012年7月16日 | 流通中 | 塑料钞 |
| h                                                                            | hh     | 10令吉  | 140 × 65 mm | 红色       | 纸质   | 端姑阿都拉曼 , 木槿花 | 莱佛士花             | 2012年7月16日 | 流通中 | 纸钞   |
| h                                                                            | j      | 20令吉  | 145 × 65 mm | 橙色       | 纸质   | 端姑阿都拉曼 , 木槿花 | 玳瑁龜和棱皮龜       | 2012年7月16日 | 流通中 | 纸钞   |
| h                                                                            | h      | 50令吉  | 145 × 69 mm | 蓝色和绿色 | 纸质   | 端姑阿都拉曼 , 木槿花 | 東姑阿都拉曼和油棕园 | 2009年7月15日 | 流通中 | 纸钞   |
| h                                                                            | h      | 100令吉 | 150 × 69 mm | 紫色       | 纸质   | 端姑阿都拉曼 , 木槿花 | 京那巴鲁山和阿比山   | 2012年7月16日 | 流通中 | 纸钞   |
| 这些图片是以每1像素表示1毫米的比例显示的。对于表格的范本，请参阅纸币参数表。 |        |         |             |            |        |                       |                      |               |        |        |

2011年，馬來西亞國家銀行發布新聞打算發行新設計的钞票以取代已經发行15年的鈔票。這設計於2012年7月16日開始流通至今。